# Фьеве, Жан
Жан Фьеве (фр. Jean Fievez; 30 ноября 1910, Брюссель — 18 марта 1997, Дрогенбос, Фламандский регион) — бельгийский футболист, играл на позиции нападающего. Участник чемпионата мира 1938 года.

## Биография

### Клубная карьера
В течение двух сезонов играл за «Ла Форестуаз». В 1936 году стал игроком «Уайт Стар Брюссель», за который отыграл семь сезонов. В 1946 году возобновил игровую карьеру и в течение одного сезона играл за «Монс». Завершил карьеру в 1947 году.

### Карьера в сборной
Дебютировал за сборную Бельгии 3 мая 1936 года в товарищеском матче со сборной Нидерландов — та встреча закончилась со счётом 1:1.
В составе сборной Бельгии принимал участие на чемпионате мира 1938 года, но на поле не выходил. Всего за сборную Бельгии сыграл 9 матчей и забил 4 гола.

### Смерть
Скончался 18 марта 1997 года в возрасте 86 лет.